# Iglesias de La Serena

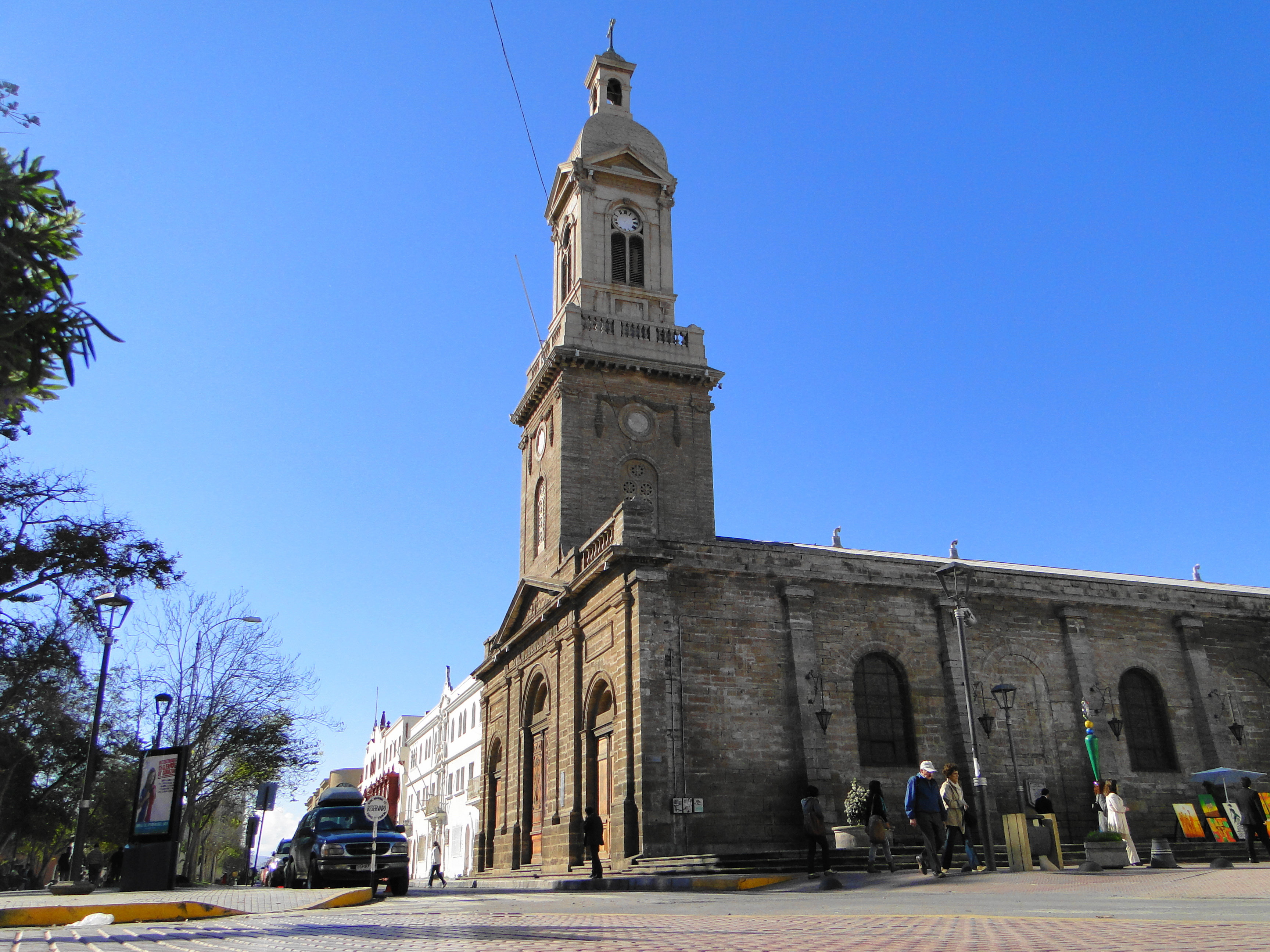
Catedral de La Serena.

Las iglesias de La Serena son un conjunto de iglesias que se ubican en la ciudad chilena de La Serena, especialmente en el centro histórico, por lo que La Serena es conocida como la "Ciudad de los Campanarios", ya que es la ciudad que más órdenes religiosas albergó en su historia, cada una de las cuales era poseedora de un recinto propio para impartir sus conocimientos religiosos, llegando a existir más de 29 iglesias en el centro histórico de la ciudad. Varias de ellas han sido declaradas monumentos nacionales y/o reconocidas por su patrimonio arquitectónico.
La principal iglesia de La Serena es la Catedral, construida en el siglo XIX y que es la sede del Arzobispado regional. Destaca el uso de la piedra caliza, y por supuesto su imagen irremplazable. Nótese que ha resistido varios eventos sísmicos sin daños mayores visibles.
A la iglesia de San Francisco y el convento de San Agustín se les puede denominar antiguas, de casi 500 años (entre sus muy diversas etapas iniciales y posteriores modificaciones), que destacan por su más ajustada escala, la simpleza y muy americana imagen de sus fachadas, y la misma y notable piedra del lugar, por su emplazamiento dentro de la trama urbana, etc.
En los años '90 se ha llevado a cabo un trabajo de restauración, llevándolas a lo más aproximado que se pudo determinar, profesionalmente, como su imagen original. Otra que destaca es La Iglesia Santo Domingo, con una escala en el frontis y emplazada frente a una plazoleta céntrica, actualmente en estado de conservación, por estar como casi todas construidas con adobe.
Destacan las iglesias más viejas de la ciudad, construidas en piedra caliza, traídas de las canteras de Coquimbo, y hechas con madera de canelo y guayacán del Bosque de Fray Jorge. Algunos de estos bellos ejemplos son la Iglesia de San Francisco (MN), la Iglesia de San Agustín o de los Jesuitas, la Iglesia de la Merced, Iglesia de Santa Inés (MN, remodelada en 2010 después de 13 años cerrada debido al terremoto de 1997 y que hoy alberga un centro cultural religioso), la Iglesia de Santo Domingo (MN) o Padres Carmelitas, que en el patio interior de la Gruta de la Virgen de Lourdes se encuentra un antiguo Baptisterio de Piedra, del cual se dice, es la obra o elemento más antiguo de la ciudad, y la bella e imponente Iglesia Catedral (MN), también construida en piedra caliza, pero en un estilo que evoca el neocolonial, tiene una gran torre campanario que se puede ver desde cualquier parte de la ciudad, y que en su interior presenta un bello cielo pintado, distintos altares, y un órgano donado por la benefactora Juana Ross Edwards, hija ilustre de la ciudad. Además de estas iglesias destacan la Iglesia de las Carmelitas Descalzas, con una bella imagen de la virgen en una esquina de su frontis, la Capilla San Juan de Dios, ubicada a un costado del Hospital San Juan de Dios, con un interesante campanario construido en alerce y la Iglesia del Conjunto de la Divina Providencia (MN).

## Lista
- Iglesia Catedral (MN)
- Iglesia de Santa Inés (MN)
- Iglesia de San Agustín (MN)
- Iglesia de San Francisco (MN)
- Iglesia de Santo Domingo (MN)
- Iglesia de la Merced (Patrimonio arquitectónico)